# Thomas Otto (Journalist)

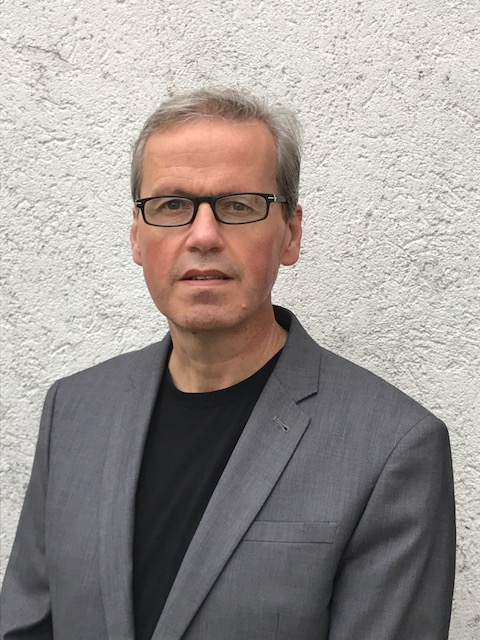
Thomas Otto, Worpswede (2017)

Thomas Otto (* 11. Juli 1958 in Lünen, Westfalen) ist ein deutscher Journalist und Künstler.

## Werdegang
Nach dem Abitur am Neusprachlichen Gymnasium Lünen-Altlünen begann Thomas Otto ein Studium der Byzantinistik, Klassischen Archäologie, Kunstgeschichte und Alten Geschichte für M.A. an der Westfälischen Wilhelms-Universität in Münster. Nach dem Grundstudium studierte er zudem weiter mit den Fächern Geschichte und Geographie für das höhere Lehramt bis zum Ersten Staatsexamen 1985; Seinen Grundwehrdienst leistete er von 1986 bis 1987 bei der Topographiebatterie 800 in Münster, Westfalen, ab. Anschließend absolvierte er ein Referendariat für das höhere Lehramt in Geschichte und Geografie und schloss dieses mit dem 2. Staatsexamen ab. Ab 1990 volontierte er beim Fachpresse Verlag in Hamburg und wurde dort 1992 Chefredakteur der Fachzeitschrift Fleischmagazin. 1993 wechselte er zum Heinrich Bauer Verlag, Hamburg zu den Publikumszeitschriften Das Neue Blatt und Tina. 2000 stieg er als leitender Redakteur bei Hubert Burda Media, Offenburg ein. Dort wurde er 2003 stellvertretender Chefredakteur der Zeitschrift Frau im Trend. Ab 2007 übernahm er die Zeitschrift Frau im Trend als Chefredakteur. Seit 2017 fungiert er bei Hubert Burda Media als Chefredakteur für Connected Workflows (Connected Workflows = verbundene Produktionswege, bezeichnet eine neuartige, redaktionsübergreifende Arbeitsweise, welche die vielfältigen Nutzungsmöglichkeiten digital vernetzter Medien deutlich besser ausschöpfen kann).
Er ist Autor von Artikeln in der Fachzeitschrift Jazzpodium, Stuttgart (z. B. über den Bassisten Jaco Pastorius, Jazzpodium, 9/07, S. 18–20).

## Künstlerische Stationen

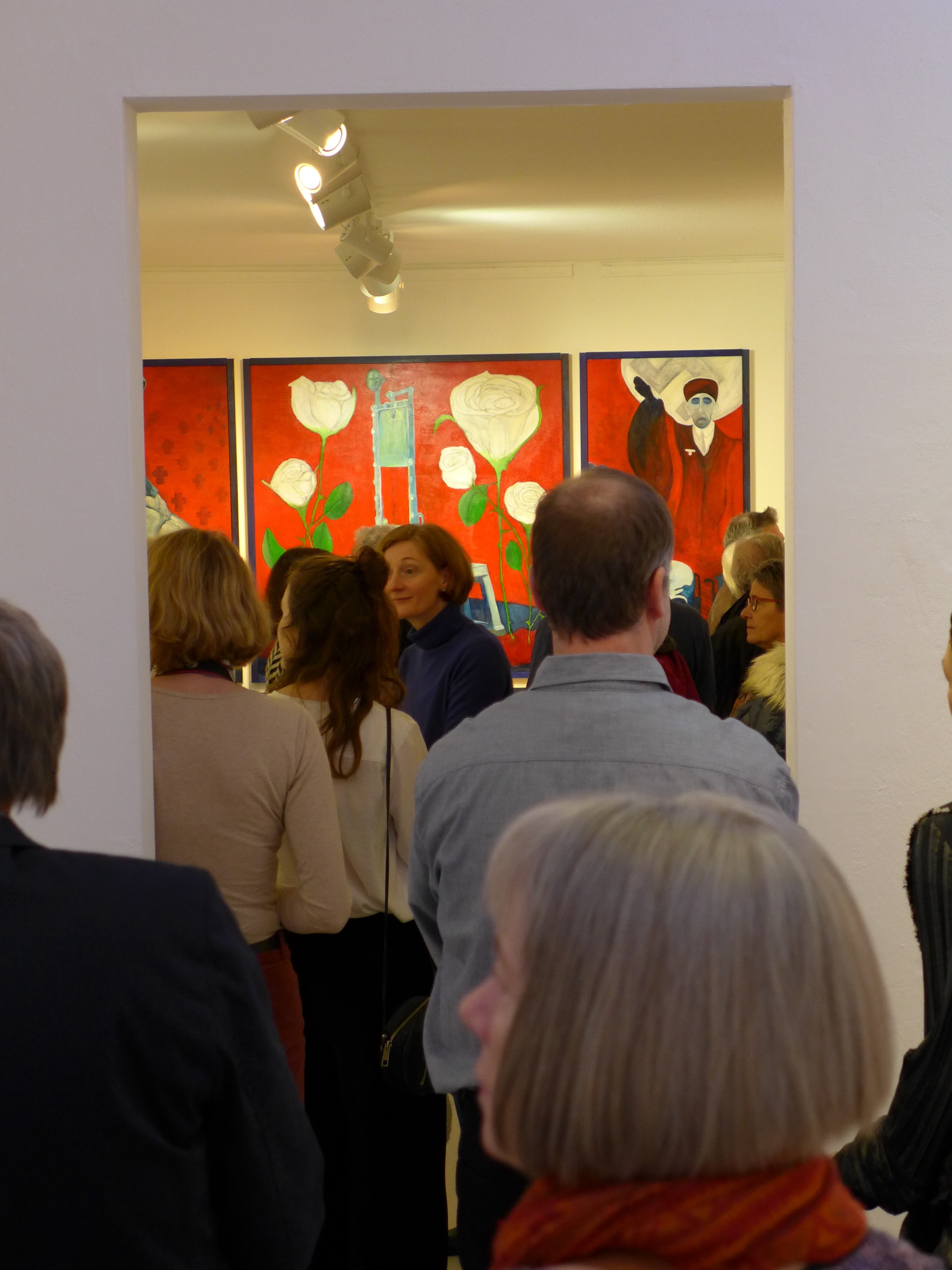
Ausstellung Worpsweder Triptychon (Weiße Rosen gegen das Grauen), 17. Februar 2018

Nach dem Abitur begann Thomas Otto 1979 ein Studium an der Westfälischen Wilhelms-Universität zu Münster, bei dem er im Studium Generale u. a. die  Techniken der Kaltnadelradierung erlernte. Neben dem Studium erweiterte er seine Kenntnisse in der Technik der Fotografie, besonders in Schwarzweißfotografie. Er setzte den Schwerpunkt seiner Studieninhalte im zeichnerischen und fotografischen Arbeiten. Ab 2004 trat Thomas Otto der Künstlerinitiative Freiraum in Achern, Baden-Württemberg bei. Gleichzeitig wurde er Mitglied im Acherner Kulturverein. Dort bot er seine Bilder und Fotografien erstmals in einer Ausstellung dar.
2008 erschien seine erste CD Storytelling, eine Zusammenstellung aus Eigenkompositionen und Einspielungen aus zwei Jahrzehnten mit biografischem Charakter.
Seit 2011/2012 ist Thomas Otto Mitglied der Künstlerkolonie Worpswede in Worpswede bei Bremen.
Im Jahr 2010 hielt er sich erstmals zu Studien in New York auf. Sein Schwerpunkt war die Schwarzweißfotografie. 2015 folgte ein zweiter Studienaufenthalt in New York mit Seminaren zu neuen Medien in der New York University bei Jeff Jarvis. Zwischen 2004 und heute führte er diverse Workshops und Offene Ateliers durch. Ab 2014 entwarf er erste Skizzen für das Worpsweder Triptychon „Weiße Rosen gegen das Grauen“. Im Januar 2018 vollendete er das Triptychon (mit Predella) und stellte es erstmals der Öffentlichkeit vor (am 17. Februar zur Vernissage des Ausstellung „Menschenbilder – Seelenbilder“).
Im Februar und März 2018 folgte die Monatsausstellung Menschenbilder – Seelenbilder in der kommunalen Galerie Altes Rathaus in Worpswede. Zum 1. März 2018 erschien die zweite CD „Paulas Traum“ von Thomas Otto am Konzertflügel. Untertitel der CD: Worpsweder Gymnopedien. Als Musikform den Gymnopedien (aus dem griechischen: Knabentänze) des französischen Komponisten Eric Satie entlehnt, Musik für stille Stunden.